# Dwoiśniaczek
Dwoiśniaczek, Dwoiśniaczki – zbiorowa nazwa kilku małych jeziorek tatrzańskich z grupy Gąsienicowych Stawów. Położone są w Dolinie Zielonej Gąsienicowej w kosodrzewinie tuż na północ od stawu Kurtkowiec. W Wielkiej encyklopedii tatrzańskiej Zofii i Witolda Henryka Paryskich pod tą nazwą opisane są dwa stawki o głębokości ok. 1,5 m, bez podanej powierzchni. W rzeczywistości Dwoiśniaczków przy przeciętnym poziomie wody jest aż cztery. Na zdjęciu satelitarnym z 2004 r. mają one odpowiednio 0,019, 0,014, 0,007 i 0,002 ha – dwa ostatnie nie są uwzględniane do tej pory w literaturze tatrzańskiej. Przy niskim stanie wody stawy wysychają i pozostaje ich jeden lub żaden.
Dwoiśniaczek nie jest dostępny dla turystów. Najbliższy mu jest czarny szlak turystyczny z Doliny Gąsienicowej na Świnicką Przełęcz. Stawy można też dojrzeć ze zboczy Kościelca.

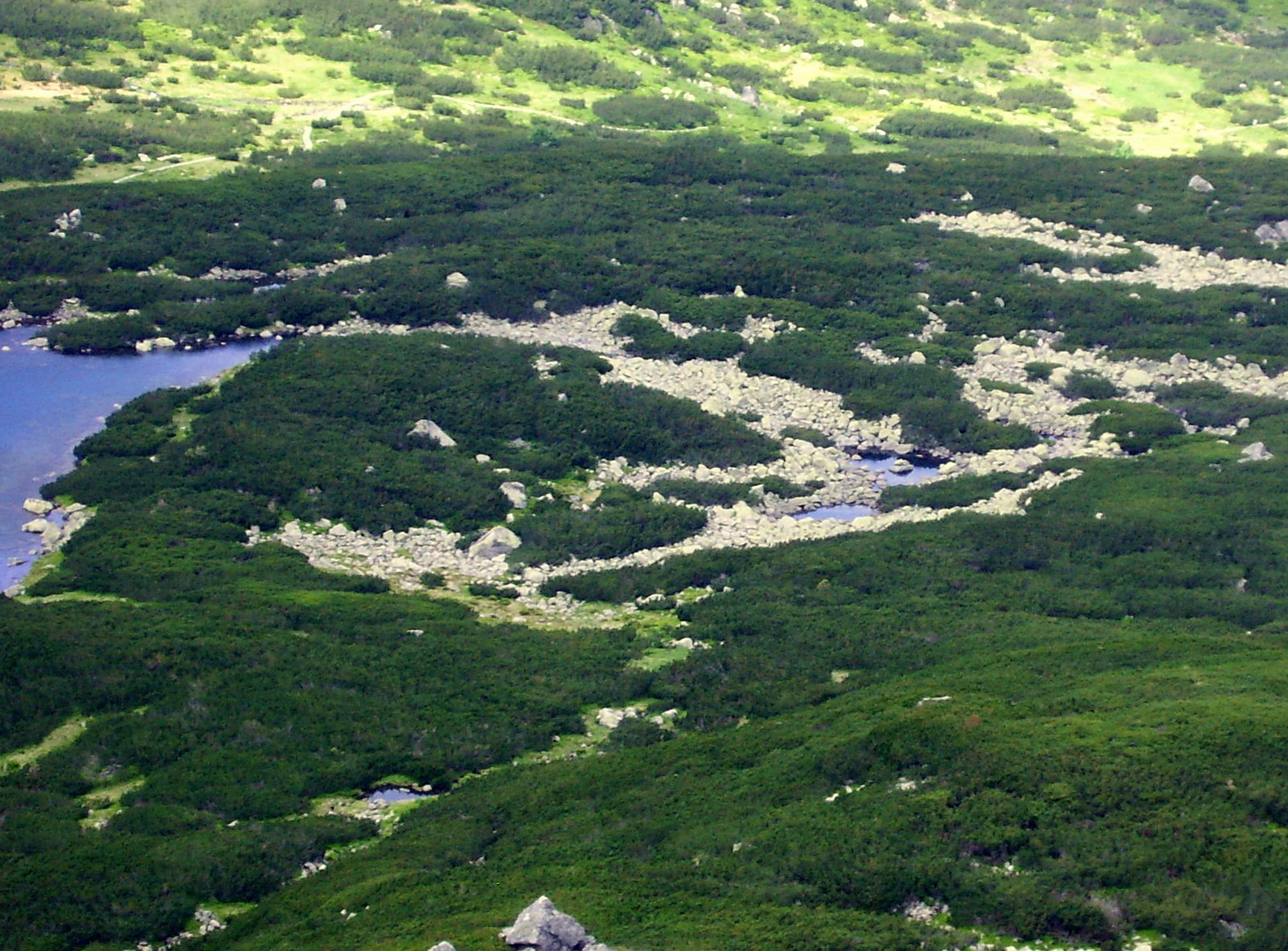
Widok na Dwoiśniaczek z Małego Kościelca. Po lewej część Kurtkowca